# Lógica relevante
La lógica relevante, también llamada lógica de relevancia, es toda lógica perteneciente a una de las familias de lógicas subestructurales no clásicas que impone ciertas restricciones en la implicación.
La lógica relevante fue propuesta en 1928 por el filósofo ruso Iván Orlov (1886 - circa 1936) en un escrito estrictamente matemático titulado "The Logic of Compatibility of Propositions" publicado en Matematicheskii Sbornik.

## Objetivos
El objetivo de la lógica relevante es capturar los aspectos de la implicación que son ignorados por el operador del condicional material en la lógica clásica veritativo-funcional. Esta idea no es nueva: Clarence Irving Lewis propuso el condicional estricto, sobre la base que la lógica clásica sostiene, por ejemplo, que una falsedad implica cualquier proposición. Por lo tanto, "si yo soy el papa, entonces {\displaystyle 2+2=5} es verdadero", pero claramente, aunque yo fuera el papa, {\displaystyle 2+2} seguiría sin ser {\displaystyle 5}. Por lo tanto, la relación de implicación debe ser necesaria.
Algunos otros problemas subsisten incluso después de que se eliminen las paradojas de la implicación material. Anderson y Belnap (ver abajo) enumeran varias "paradojas de estricta aplicación", por ejemplo, una contradicción todavía implica cualquier cosa, y cualquier cosa implica una tautología. Lo que no resulta intuitivo es que la implicación —como normalmente se usa dicho término— requiere que exista algún tipo de conexión en la substancia del tema entre premisas y la conclusión.

## Características
La diferencia entre la lógica clásica y la relevante es que en esta última la semántica requiere que el antecedente y el consecuente de una implicación sean relacionados de manera relevante. En términos de una restricción sintáctica para el cálculo proposicional, es necesario, pero no suficiente, que las premisas y la conclusión compartan fórmulas atómicas. En un cálculo predicativo, la relevancia requiere que se compartan las variables y constantes entre las premisas y la conclusión. Esto puede ser asegurado (junto con otras condiciones más estrictas), por ejemplo, colocando ciertas restricciones a las reglas del sistema de deducción natural.
En particular, una deducción natural en estilo de Fitch puede ser adaptada para introducir la relevancia introduciendo etiquetas en el extremo final de cada línea de una derivación, indicando las premisas «relevantes». El cálculo mediante el estilo de Gentzen puede ser modificado eliminando las reglas de debilitamiento que permiten la introducción de fórmulas arbitrarias en el lado derecho o izquierdo de las secuencias "sequents".
La idea básica de la implicación relevante aparece en la lógica medieval, y algún trabajo pionero fue hecho por Ackermann, Moh, y Church hacia 1950. Sobre la base del trabajo de ellos, Nuel Belnap y Alan Ross Anderson (con otros) escribió el trabajo maestro sobre el tema, "Entailment: The Logic of Relevance and Necessity" hacia 1970. Ellos trataron sistemas de implicación y sistemas de relevancia, donde el sistema de implicación se supone, es relevante y necesario.
Una característica notable de las lógicas relevantes es que son lógicas paraconsistentes: la existencia de una contradicción no causará una explosión. Esto se deriva del hecho de que un condicional con un antecedente contradictorio que no comparte ninguna letra del proposicional o del predicado con el consecuente no puede ser verdad.